# Ünal Üstel
Ünal Üstel (Paphos, 1955) é um político turco-cipriota, atual primeiro-ministro do Chipre do Norte desde 12 de maio de 2022. Üstel é casado e tem dois filhos.

## Biografia
Üstel nasceu em 1955 em Paphos, e se formou na Faculdade de Odontologia da Universidade de Istambul em 1983. Depois de regressar ao Chipre do Norte, foi eleito em eleições parciais de 1991 para a Assembleia da República por Girne como membro do Partido da Unidade Nacional, e tornou-se vice-presidente da câmara, cargo que ocupou entre 2001 e 2002. Ele foi reeleito em 2003 e depois retornou à assembleia em 2009, sendo reeleito novamente em 2013 antes de se tornar vice-presidente da câmara pela segunda vez entre 4 de setembro de 2013 e 9 de outubro de 2015.
Em 6 de abril de 2011, Üstel tornou-se membro do governo de İrsen Küçük como Ministro do Turismo, Cultura, Juventude e Meio Ambiente. Ele serviu por um período como Ministro das Obras Públicas antes de se tornar Ministro da Saúde em 20 de fevereiro de 2021 após a demissão de Ali Pilli, cargo que ocupou até 5 de novembro de 2021. Tornou-se Ministro do Interior em 21 de fevereiro de 2022 após a formação de um novo governo.
Üstel assumiu o cargo de primeiro-ministro do Chipre do Norte em 12 de maio de 2022, após formar um governo com sucesso.